# 謝佩芬
謝佩芬（1987年2月26日－），臺灣政治人物、律師，客家人，民主進步黨籍。畢業於臺北市立第一女子高級中學、國立台灣大學法律系法學組、政治學系政治理論組雙學士，並副修外文系與女性學程、哈佛法学院、肯尼迪政府学院雙碩士，具中華民國司法官與律師資格，以及美國紐約州律師資格。現任國際合作發展基金會副秘書長，曾任圖瓦盧常駐联合国代表團二等秘書、國家安全會議政策研究人員、新境界智庫法政小組諮詢委員、台灣網路資訊中心國際事務委員會委員、《科技女孩》（TechGirls）主持人、哈佛大學台灣同學會會長、新英格蘭地區台灣同學會聯合會副會長、纽约哲學星期五共同創辦人等職務。

## 早期
謝佩芬在北一女中時期，就以臺灣大學法律系為第一志願，之後更因為對公共事務的興趣，選擇雙主修法律、政治。研究所畢業後，以25歲之齡擔任吐瓦魯駐聯合國代表團二等祕書，投入公職。

## 政治生涯
2019年9月4日，民主進步黨徵召謝佩芬投入2020年中華民國立法委員選舉，選區為臺北市第六選舉區，敗給原中國國民黨不分區立委林奕華。雖未勝選，但其創下大安區單一選區中，非國民黨籍候選人最高得票數與得票率，且得票數多於2016年該區時任立委蔣乃辛的74,015票。
2023年7月11日，接受民進黨「民主大聯盟」徵召參選臺北市第三選舉區立法委員

## 言論

### ＃MeToo運動
在2023年臺灣＃MeToo運動出現後，謝佩芬也表示，自己曾於3年前被性騷擾，表示被性騷擾後「也有很多人要我忍耐」，深刻知道面對騷擾當下以及之後的長期困擾，可以折磨一個人很深，可以讓你無時無刻心驚膽跳。但強調該事件為舊案與黨中央完全無關。

## 選舉紀錄
| 年度 | 選舉屆數             | 選舉區           | 所屬政黨   | 得票數 | 得票率 | 當選標記 | 備註 |
| ---- | -------------------- | ---------------- | ---------- | ------ | ------ | -------- | ---- |
| 2020 | 第十屆立法委員選舉   | 臺北市第六選舉區 | 民主進步黨 | 75,718 | 42.32% |          |      |
| 2024 | 第十一屆立法委員選舉 | 臺北市第三選舉區 | 民主進步黨 | 89,850 | 44.92% |          |      |

## 外部連結
- 謝佩芬的Facebook專頁
- 謝佩芬的Instagram帳戶
- 換日線專欄：謝佩芬／Taiwanese Table
- 【台灣人的哈佛故事】聯合國總部擔任友邦代表，讓她決定重回哈佛校園──專訪甘迺迪政府學院、台灣哈佛同學會會長謝佩芬(上)（页面存档备份，存于）
- 「全球化，不是你通往國外的單行道」──專訪跌破眾人眼鏡、堅持回台的前哈佛台灣同學會會長謝佩芬
- 多方探索，為生命增添色彩 | 謝佩芬 Peifen Hsieh | TEDxYouth@SMGHS